# PARVB
PARVB‏ (Parvin beta) هوَ بروتين يُشَفر بواسطة جين PARVB في الإنسان.